# Patrice Désilets

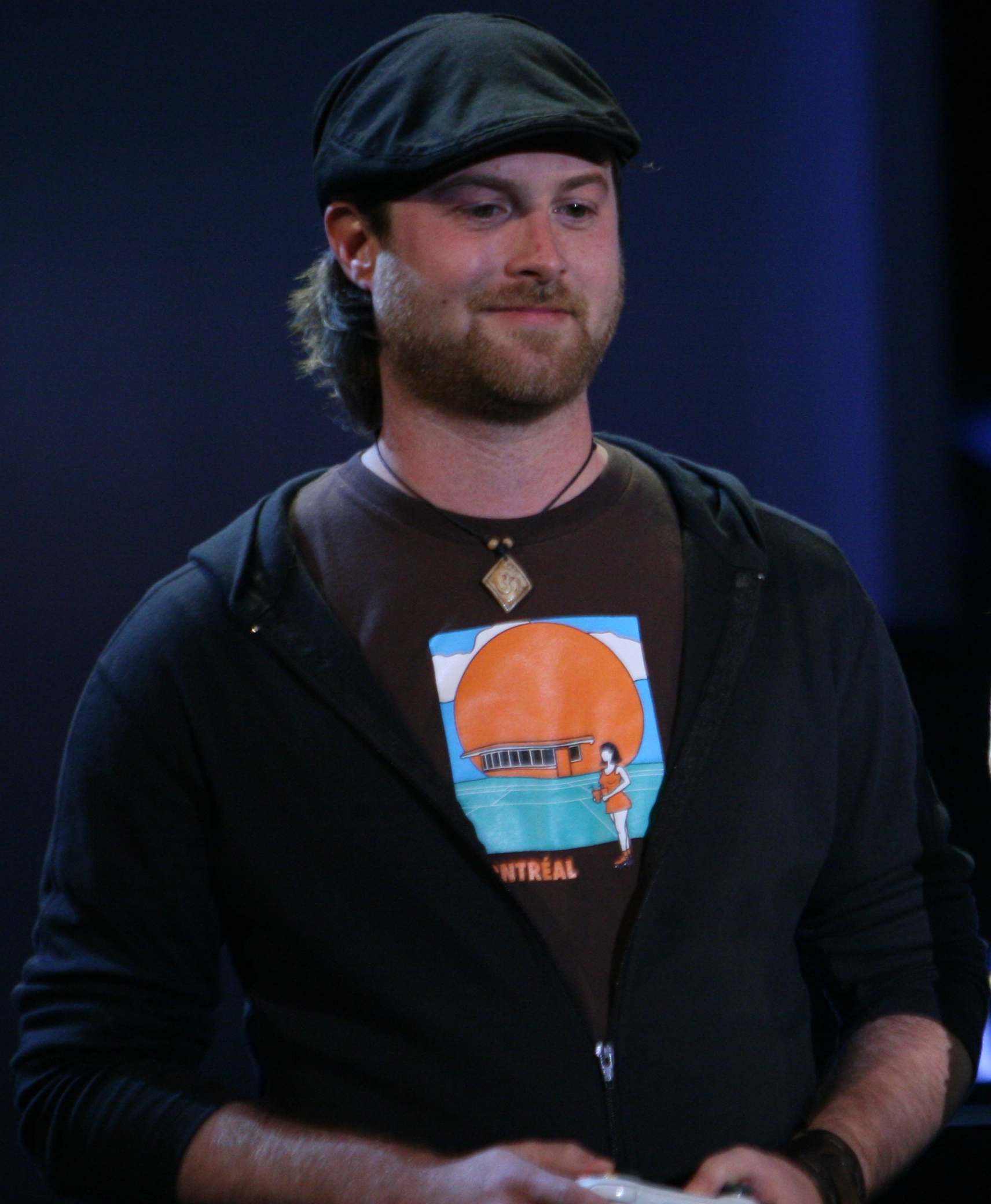
Patrice Désilets - E3 2007

Patrice Désilets (* 1974 in Saint-Jean-sur-Richelieu) ist ein kanadischer Designer von Computerspielen, der insbesondere für die Entwicklung der Assassin’s Creed Reihe bekannt geworden ist.

## Karriere
Patrice Désilets studierte an der Universität Montréal Filmwissenschaft und Literatur.
1998 kam er (als einer der ersten Mitarbeiter) zu Ubisoft Montréal. Sein erstes Projekt dort war Hype: The Time Quest. An diesem Titel fungierte Désilets als Lead Game Designer. Danach arbeitete er an Donald Duck: Quack Attack und der Konsolenversion von Rainbow Six 3.
Bis Ende 2003 arbeitete Patrice Désilets als Creative Director an Prince of Persia: The Sands of Time und erhielt dafür einen der Game Developers Choice Awards (Kategorie Excellence in Game Design).
2004 begann die Entwicklung des Action-Adventures Assassin’s Creed, an dem er ebenfalls als Creative Director beteiligt war. Im Herbst 2007 wurde diese abgeschlossen.
Im Januar 2011 warb THQ Patrice Désilets und drei weitere Mitarbeiter von Ubisoft Montreal ab. Dies führte zu einem Rechtsstreit, mit dem Ubisoft das Abwerben weiterer Ubisoft-Mitarbeiter durch THQ zu unterbinden versuchte.  Zwei Jahre lang arbeitete Désilets bei THQ Montreal an einem neuen Projekt mit dem Titel 1666 Amsterdam und leitete ein Team von fast fünfzig Mitarbeitern.
Im Dezember 2012 meldete THQ in den Vereinigten Staaten Konkurs; im Januar 2013 wurde THQ Montreal im Rahmen einer Auktion an Ubisoft verkauft. Désilets wurde daraufhin am 7. Mai 2013 von Ubisoft entlassen, da sich die beiden Parteien nicht auf die Vertragsbedingungen einigen konnten. Dazu befragt, sagte Désilets: „Im Gegensatz zu früheren Aussagen wurde mir heute Morgen von Ubisoft gekündigt. Ich wurde persönlich von dieser Kündigung in Kenntnis gesetzt, mir wurde ein Kündigungsschreiben ausgehändigt und ich wurde kurzerhand von zwei Wachleuten aus dem Gebäude eskortiert, ohne mich von meinem Team verabschieden oder meine persönlichen Sachen mitnehmen zu können. Das war nicht meine Entscheidung. Das Vorgehen von Ubisoft ist unbegründet und unbezahlbar. Ich werde Ubisoft energisch für meine Rechte, mein Team und mein Spiel bekämpfen.“
Daraufhin einigten sich Désilets und Ubisoft im April 2016 auf eine Vereinbarung, in der Désilets alle kreativen Rechte an 1666 Amsterdam zurückerhielt.
Panache Digital Games
Am 14. Dezember 2014 gründeten Désilets und sein Team in Montreal ein neues Spieleentwicklungsstudio namens Panache Digital Games. Ihr erstes Projekt, Ancestors: The Humankind Odyssey, wurde im Jahr 2019 veröffentlicht.
Patrice Désilets lebt in Montreal.

## Werke (Auswahl)
- Hype: The Time Quest
- Disney's Donald Duck: Quack Attack
- Prince of Persia: The Sands of Time
- Assassin's Creed
- Assassin's Creed II
- 2019: Ancestors: The Humankind Odyssey